# Arnold av Brescia

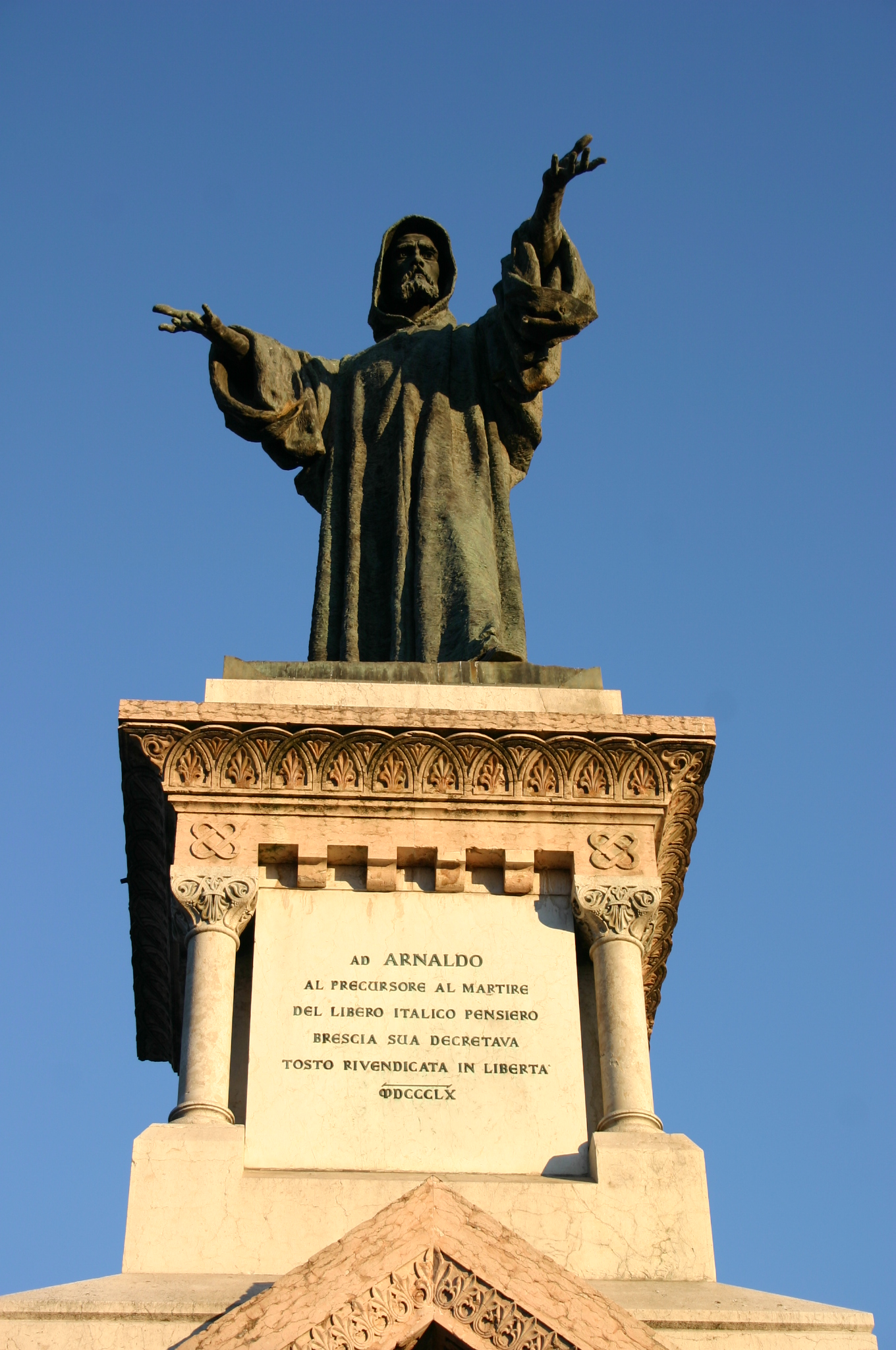
Staty över Arnold, i Brescia.

Arnold av Brescia, född cirka 1090 i Brescia, död 18 juni 1155, var en italiensk munk, samt stats- och kyrkoreformatör. Arnold av Brescia räknas som en av den medeltida hierarkins mest inflytelserika motståndare, och stred mot prästerskapets världsliga makt.

## Biografi
Arnold föddes i Brescia, vistades en tid för studier i Frankrike och var då Pierre Abailards lärjunge samt blev sedan präst i sin födelsestad. Han uppträdde med skärpa mot kyrkans innehavande av världslig makt och egendom; i detta såg han den huvudsakliga orsaken till det rådande fördärvet bland de andliga. Enligt Arnolds mening borde prästerskapet enligt apostlarnas föredöme nöja sig med tionde och de troendes frivilliga gåvor. 
Arnolds stränga askes och ljungande vältalighet förskaffade honom många anhängare, och biskopen, som knappt vågade vistas i staden, uppträdde som hans åklagare på andra Laterankonciliet (1139). Arnold förvisades ur Italien och måste svära att inte återvända utan påvens tillstånd. 
Han begav sig till Frankrike, deltog ivrigt vid Abailards sida i dennes teologiska strider och drabbades i likhet med honom av påvens dom - de skulle hållas i klosterfängelse på livstid. Arnold undervisade likväl ännu en tid på Genovevaberget i Paris, skyddad genom Ludvig VII:s tvister med kurian. 
Genom den helige Bernhards inflytande, vilken även förut häftigt bekämpat såväl honom som Abailard, blev Arnold omkring år 1142 förvisad från Paris, vistades en tid i Zürich och fann sedan tillflykt hos påvlige legaten Guido. En tid därefter återvände Arnold till Italien och blev av påven Eugenius III efter genomgångna botövningar åter upptagen i kyrkans gemenskap. 
Då Eugenius, efter häftiga strider med romarna om den världsliga makten, begivit sig till Frankrike, blev Arnold (1147) den nya romerska republikens (Romkommunens) ledare. Till hans lära om de andliges apostoliska fattigdom sällar sig nu hänförelsen för Rom som frihetens källa och världens härskarinna. Till hjälp för Roms frihet och gemensam kamp mot påvedömets världsliga anspråk sökte han förgäves vinna tyske kungen Konrad. 

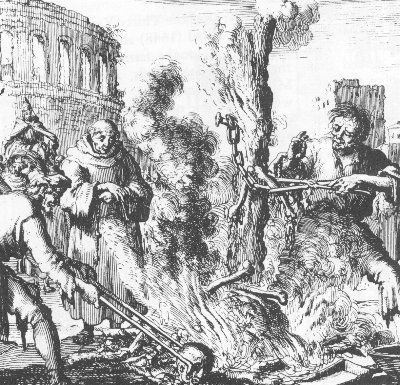
Arnold av Brescia bränns på bål.

Arnolds inflytande i staden, redan förut vacklande, bröts fullständigt då Hadrianus IV år 1154 tillgrep den oerhörda åtgärden att belägga Rom med interdikt. Ett folkupplopp uppstod, senaten lovade fördriva Arnold, som flydde till Toscana, där han greps och på kejsar Fredrik Barbarossas befallning utlämnades till stadsprefekten i Rom, vilken 1155 lät hänga honom, bränna liket och kasta askan i Tibern. 
Arnolds anhängare, de så kallade arnoldisterna, som ännu en tid hade rätt mycket inflytande i norra Italien, där de förstärkte oppositionen mot det förvärldsligade prästerskapet, fördömdes 1184 av påven Lucius III. 
Arnolds levnad och personlighet har dramatiskt behandlats av Bodmer och Niccolini. Hans bildstod restes i Brescia 1882.